# Acrotriche fasciculiflora
Acrotriche fasciculiflora là một loài thực vật có hoa trong họ Thạch nam. Loài này được (Regel) Benth. mô tả khoa học đầu tiên năm 1868.